# St. Moritz (Mantel)

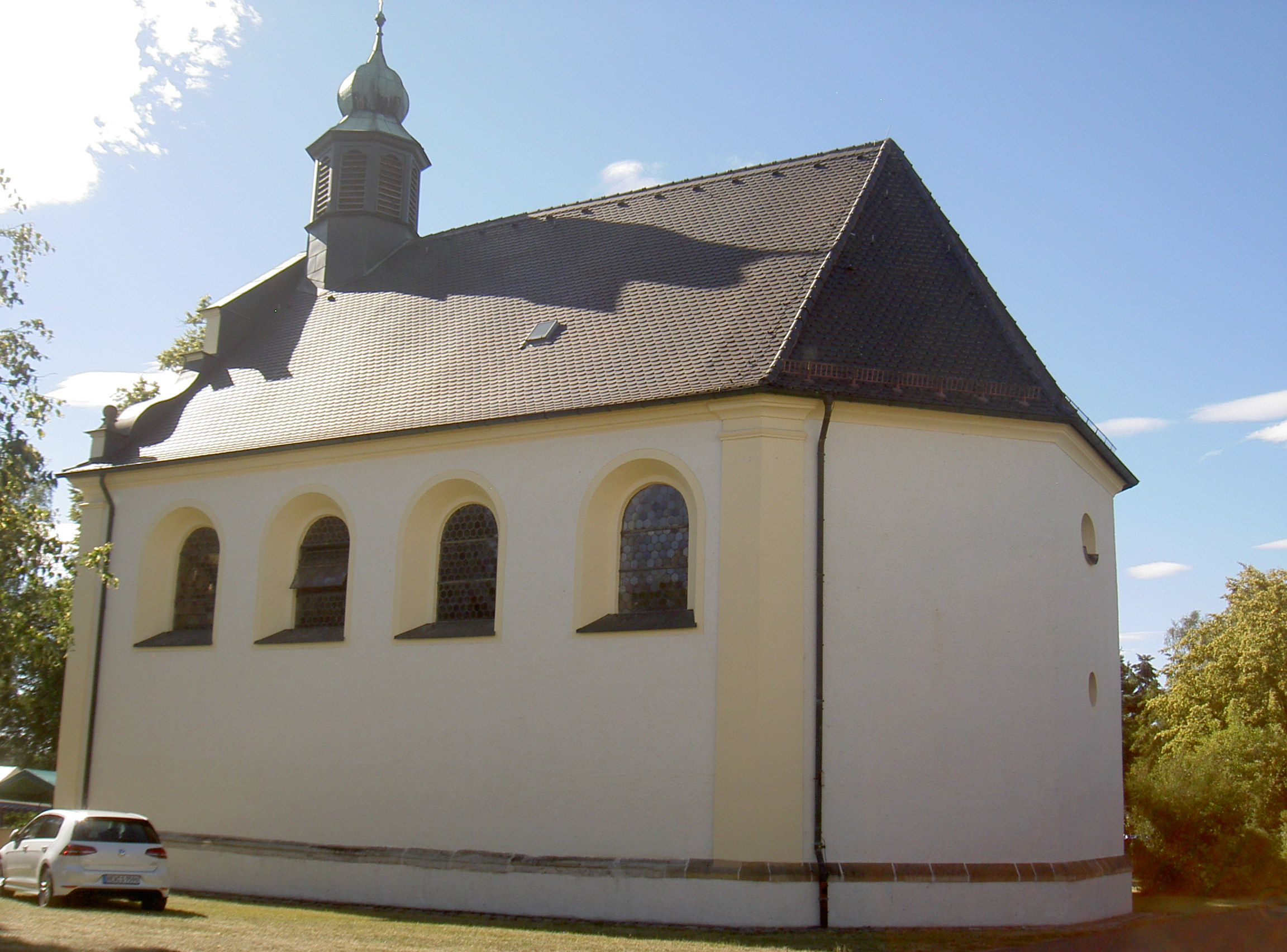
St. Moritz in Mantel

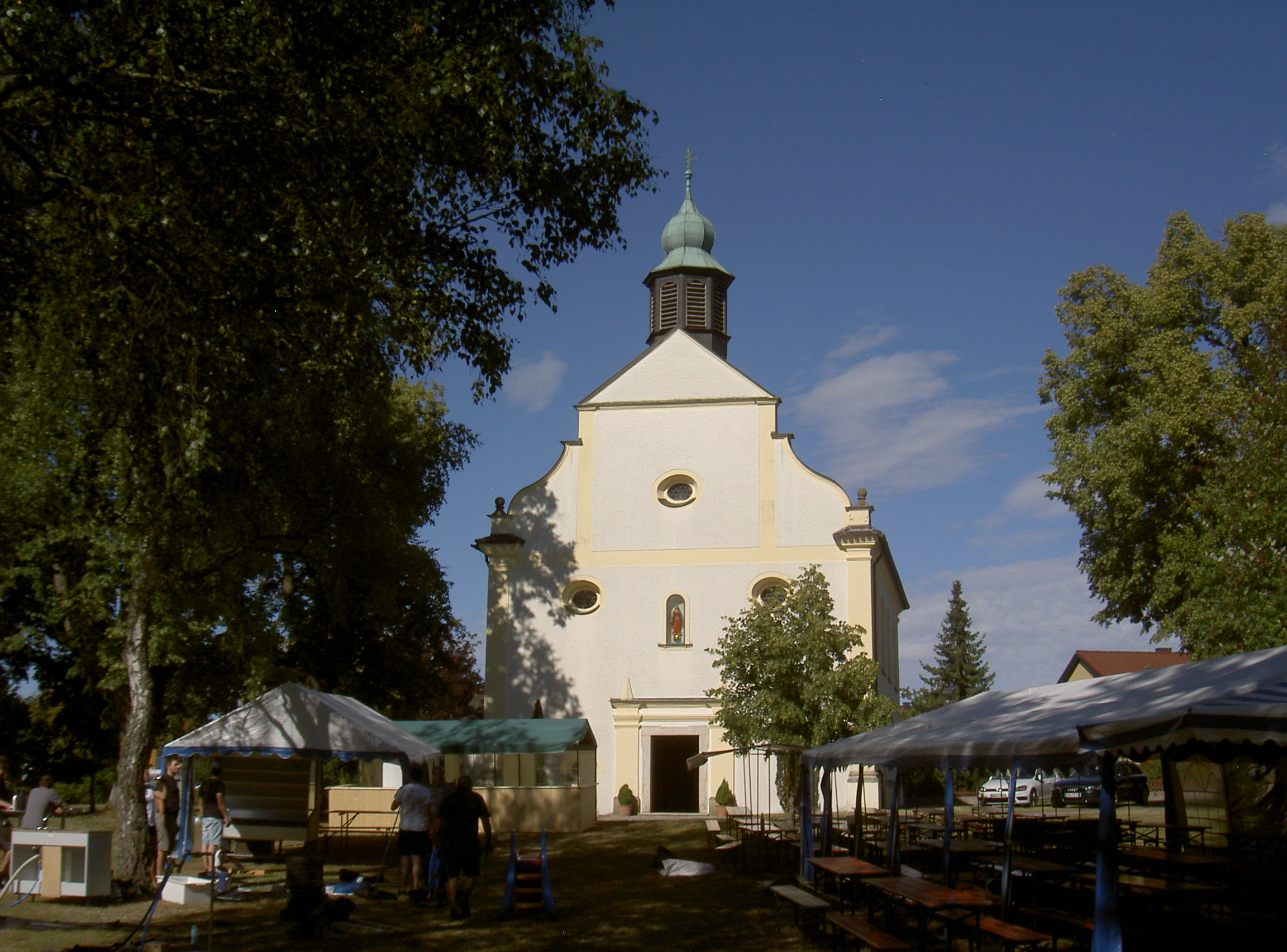
Portalseite

Die römisch-katholische, denkmalgeschützte Kirche St. Moritz steht in Mantel, einem Markt im Landkreis Neustadt an der Waldnaab in der Oberpfalz. Die ehemalige Wallfahrtskirche gehört zum Dekanat Weiden in der Oberpfalz des Bistums Regensburg. Das Bauwerk ist unter der Denkmalnummer D-3-74-134-10 als Baudenkmal in die Bayerische Denkmalliste eingetragen.

## Geschichte
Die Kirche mit Mauritius-Patrozinium in Mantel ist 1508 erstmals urkundlich erwähnt. Sie verfiel im 16. Jahrhundert. 1614 erfolgte ein Teilabriss zur Gewinnung von Baumaterial für den Wiederaufbau der Pfarrkirche St. Peter und Paul. 
1732 wurde eine Figur der Mater Dolorosa im Manteler Wald zum Ziel von Wallfahrten; für sie wurde dort eine Holzkapelle gebaut. Diese wurde auf Betreiben der Regensburger bischöflichen Behörde abgerissen; stattdessen wurde unter Verwendung der Pilgeropfer die Ruine der Moritzkirche von 1737 bis 1744 im Barockstil wiederaufgebaut.

## Beschreibung
Die Saalkirche besteht aus einem im Osten dreiseitig geschlossenen Langhaus, aus dessen Dach sich im Westen ein achteckiger Dachreiter (von 1793) erhebt, der den Glockenstuhl beherbergt, und der mit einer Zwiebelhaube bedeckt ist. Die Fassade im Westen mit Pilastern an den Ecken, in der sich das Portal und eine Immaculata-Statue befinden, ist mit einem Volutengiebel (von 1793) bedeckt.
Zur Kirchenausstattung gehört ein um 1760 gebauter Hochaltar, dessen Altarretabel Thaddäus Rabusky gestaltet hat.

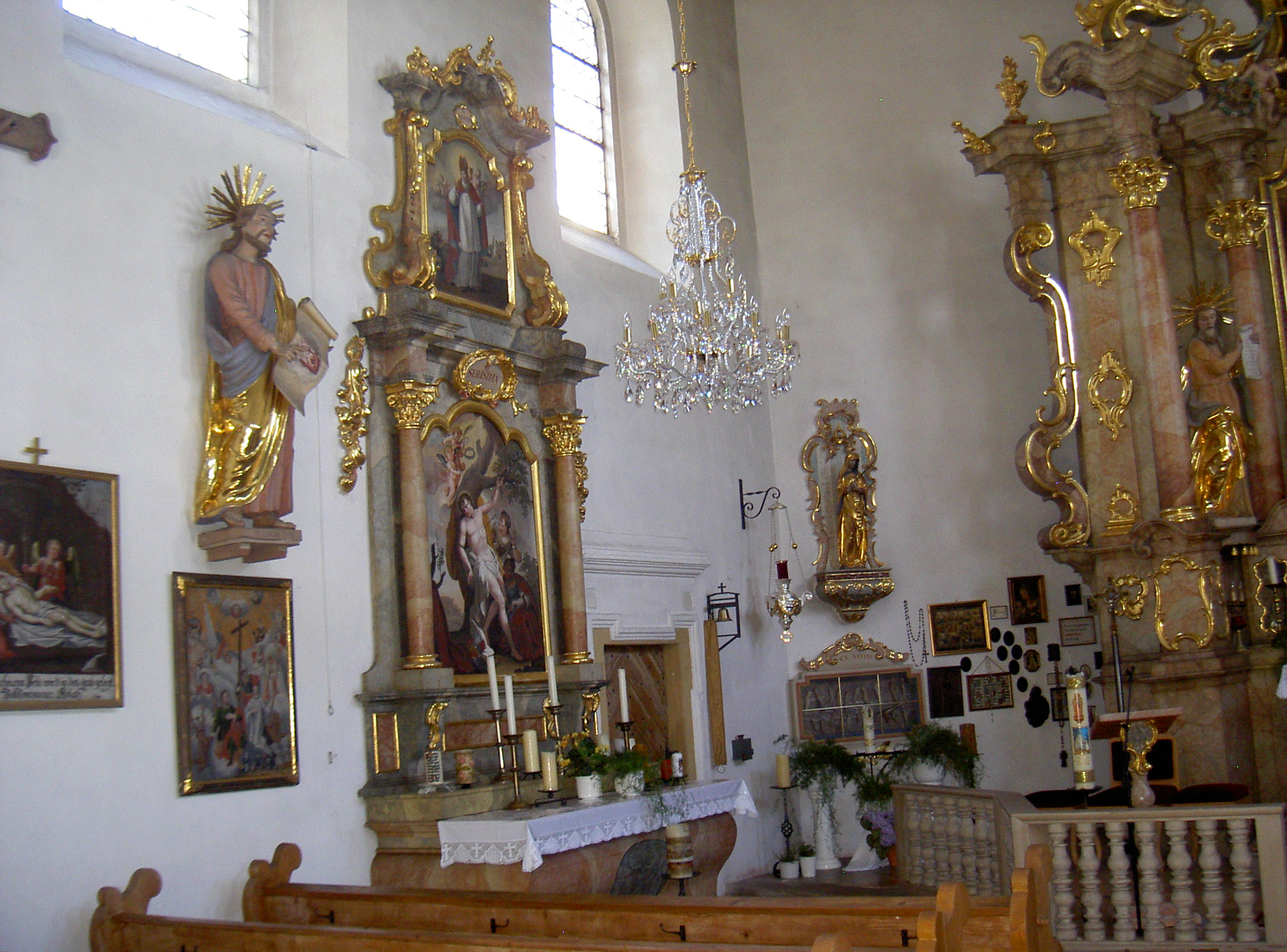
Linker Seitenaltar, rechts davon das Gnadenbild der Mater Dolorosa mit Votivgaben
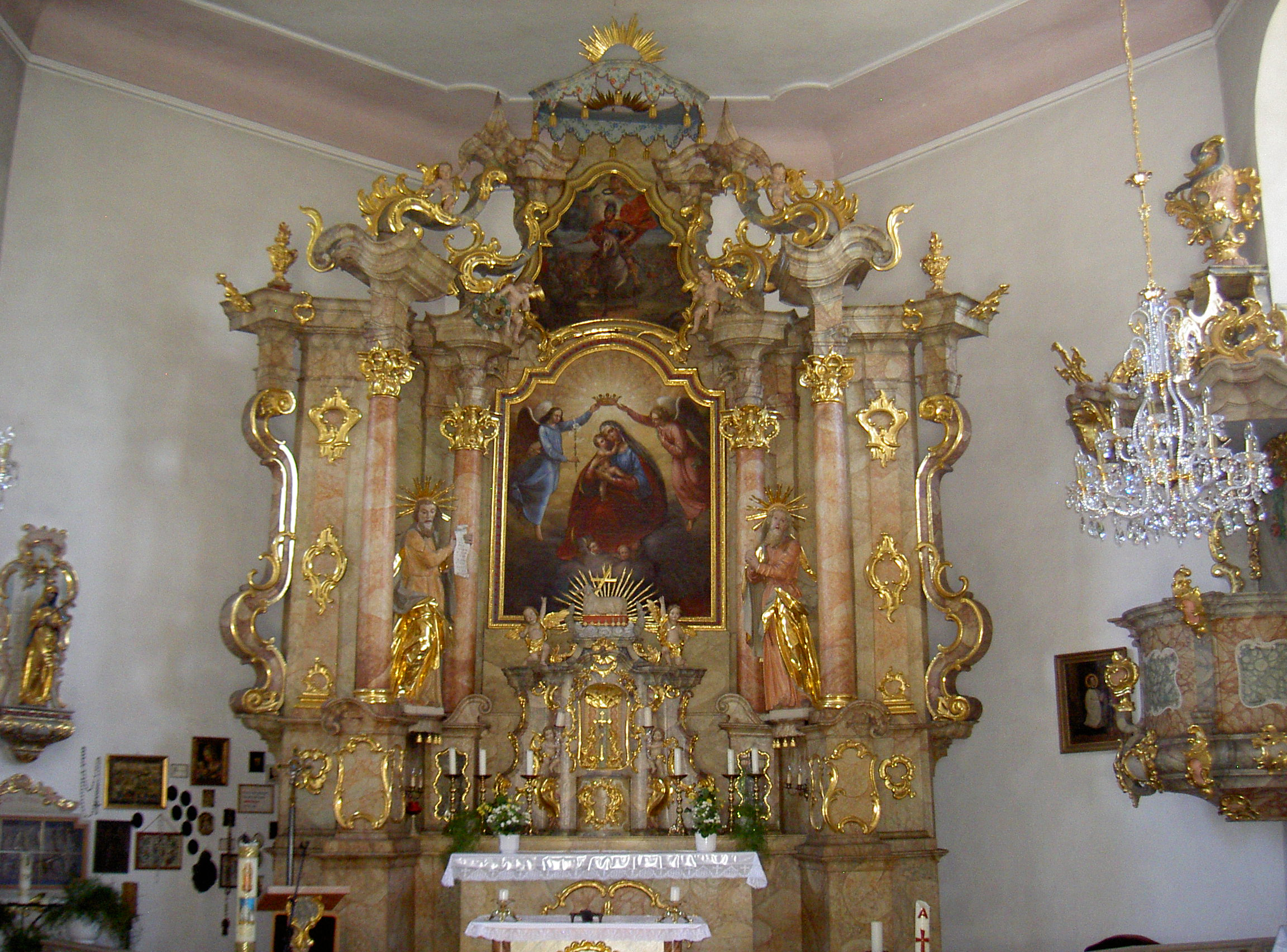
Hauptaltar
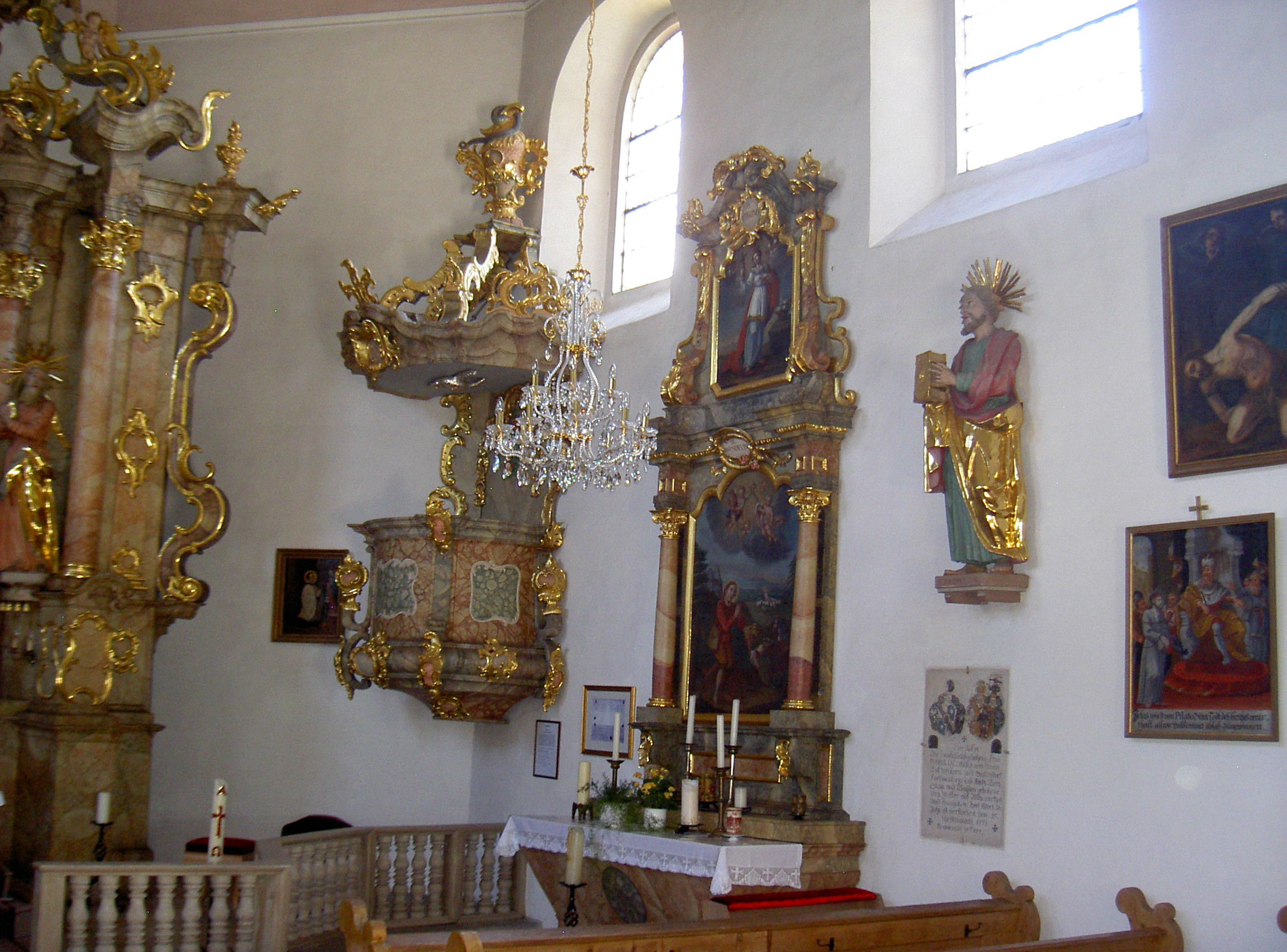
Rechter Seitenaltar und Kanzel